# Suisse aux Jeux olympiques d'hiver de 2014
La Suisse participe aux Jeux olympiques d'hiver de 2014 à Sotchi en Russie du 7 au 23 février 2014. Il s'agit de sa vingt-deuxième participation à des Jeux d'hiver. La délégation suisse est composée de 163 athlètes. Les porte-drapeau du pays sont le sauteur à ski Simon Ammann lors de la cérémonie d'ouverture et la snowboardeuse Patrizia Kummer lors de celle de clôture.
La Suisse remporte onze médailles : six d'or, trois d'argent et deux de bronze. Elle se place au septième rang du tableau des médailles. Les athlètes gagnent également vingt-cinq diplômes olympiques.

## Délégation

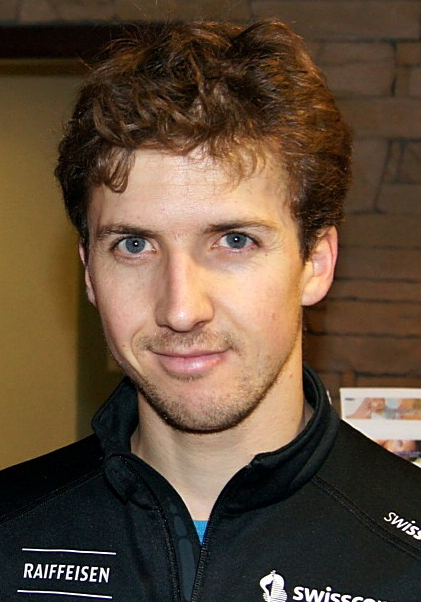
Simon Ammann, porte-drapeau lors de la cérémonie d'ouverture, est l'un des onze médaillés olympiques membres de l'équipe de Suisse pour ces Jeux.

Swiss Olympic sélectionne une délégation de 163 athlètes, 92 hommes et 71 femmes, qui participent à 12 des 15 disciplines présentes aux Jeux. La Suisse est absente des épreuves de patinage artistique, patinage de vitesse et de patinage de vitesse sur piste courte (ou short track). Les disciplines dans lesquelles les Suisses sont les plus nombreux sont le hockey sur glace avec 46 athlètes, le snowboard avec 24 athlètes, le ski acrobatique avec 23 athlètes et le ski alpin avec 21 athlètes. La délégation suisse, qui est la plus grande de l'histoire du pays, est l'une des plus importantes à Sotchi : seuls les Américains, les Canadiens et les Russes sont plus nombreux. 146 athlètes suisses étaient présents à Vancouver quatre ans plus tôt.
Onze médaillés olympiques font partie de l'équipe de Suisse : le sauteur à ski Simon Ammann, quatre fois médaillé d'or en 2002 et 2010, les bobeurs Beat Hefti (triple médaillé de bronze en 2002 et 2006) et Thomas Lamparter (bronze en 2006), les snowboardeurs Philipp (or en 2002 et 2006) et Simon Schoch (argent en 2006), le skieur acrobatique Michael Schmid (or en 2010), les skieurs alpins Didier Défago, Carlo Janka (or en 2010) et Silvan Zurbriggen (bronze en 2010), le fondeur Dario Cologna (or en 2010) et la curleuse Mirjam Ott (argent en 2002 et 2006). La joueuse de hockey Alina Müller, âgée de 15 ans, est la plus jeune athlète de la délégation alors que Mirjam Ott (41 ans) est la plus âgée. Cent deux athlètes suisses participent aux Jeux olympiques pour la première fois.
Le tableau suivant montre le nombre d'athlètes suisses dans chaque discipline :
| Sport               | Hommes | Femmes | Total |
| ------------------- | ------ | ------ | ----- |
| Biathlon            | 5      | 4      | 9     |
| Bobsleigh           | 5      | 4      | 9     |
| Combiné nordique    | 1      | 0      | 1     |
| Curling             | 5      | 5      | 10    |
| Hockey sur glace    | 25     | 21     | 46    |
| Luge                | 1      | 1      | 2     |
| Patinage artistique | 0      | 0      | 0     |
| Patinage de vitesse | 0      | 0      | 0     |
| Saut à ski          | 2      | 1      | 3     |
| Short-track         | 0      | 0      | 0     |
| Skeleton            | 0      | 1      | 1     |
| Ski acrobatique     | 13     | 10     | 23    |
| Ski alpin           | 12     | 9      | 21    |
| Ski de fond         | 11     | 3      | 14    |
| Snowboard           | 12     | 12     | 24    |
| Total               | 92     | 71     | 163   |

## Objectifs
Le chef de mission de la délégation suisse, Gian Gilli, annonce que l'objectif de Swiss Olympic est de ramener au moins dix médailles et de se classer parmi les huit meilleures nations.

## Cérémonies d'ouverture et de clôture
Selon la coutume, la Grèce, berceau des Jeux olympiques, ouvre le défilé des nations, tandis que la Russie, en tant que pays organisateur, ferme la marche. Les autres pays défilent selon leur ordre alphabétique en russe, langue officielle du pays organisateur et selon l'alphabet cyrillique. La Suisse est la 83e des 88 délégations à entrer dans le Stade olympique Ficht de Sotchi au cours du défilé des nations durant la cérémonie d'ouverture, entre la délégation du Chili et la délégation de la Suède. Le porte-drapeau de l'équipe est le sauteur à ski Simon Ammann, quadruple champion olympique.
La cérémonie de clôture a également lieu au Stade olympique Ficht. Les porte-drapeau des différentes délégations entrent ensemble dans le stade olympique. La snowboardeuse Patrizia Kummer, championne olympique à Sotchi, porte le drapeau suisse.

## Liste des médaillés
| Sport                  | Discipline                    | Athlète(s) | Date          |
| Médailles d'or : 7     |                               | |               |
| Ski de fond            | Skiathlon hommes              | Dario Cologna | 9 février     |
| Snowboard              | Half-pipe hommes              | Iouri Podladtchikov | 11 février    |
| Ski alpin              | Descente femmes               | Dominique Gisin | 12 février    |
| Ski de fond            | 15 kilomètres hommes          | Dario Cologna | 14 février    |
| Ski alpin              | Super combiné hommes          | Sandro Viletta | 14 février    |
| Bobsleigh              | Bob à deux hommes             | Beat Hefti Alex Baumann | 16-17 février |
| Snowboard              | Slalom géant parallèle femmes | Patrizia Kummer | 19 février    |
| Médaille d'argent : 2  |                               | |               |
| Biathlon               | Individuel femmes             | Selina Gasparin | 14 février    |
| Snowboard              | Slalom géant parallèle hommes | Nevin Galmarini | 19 février    |
| Médaille de bronze : 2 |                               | |               |
| Ski alpin              | Descente femmes               | Lara Gut | 12 février    |
| Hockey sur glace       | Tournoi féminin               | Janine Alder Livia Altmann Sophie Anthamatten Laura Benz Sara Benz Nicole Bullo Romy Eggimann Sarah Forster Angela Frautschi Jessica Lutz Julia Marty Stefanie Marty Alina Müller Katrin Nabholz Evelina Raselli Florence Schelling Lara Stalder Phoebe Stanz Anja Stiefel Sandra Thalmann Nina Waidacher | 20 février    |

| Sport            | Médaille d'or, Jeux olympiques | Médaille d'argent, Jeux olympiques | Médaille de bronze, Jeux olympiques | Ensemble |
| ---------------- | ------------------------------ | ---------------------------------- | ----------------------------------- | -------- |
| Ski alpin        | 2                              | 0                                  | 1                                   | 3        |
| Snowboard        | 2                              | 1                                  | 0                                   | 3        |
| Ski de fond      | 2                              | 0                                  | 0                                   | 2        |
| Bobsleigh        | 1                              | 0                                  | 0                                   | 1        |
| Biathlon         | 0                              | 1                                  | 0                                   | 1        |
| Hockey sur glace | 0                              | 0                                  | 1                                   | 1        |
| Total            | 7                              | 2                                  | 2                                   | 11       |

## Épreuves

### Biathlon

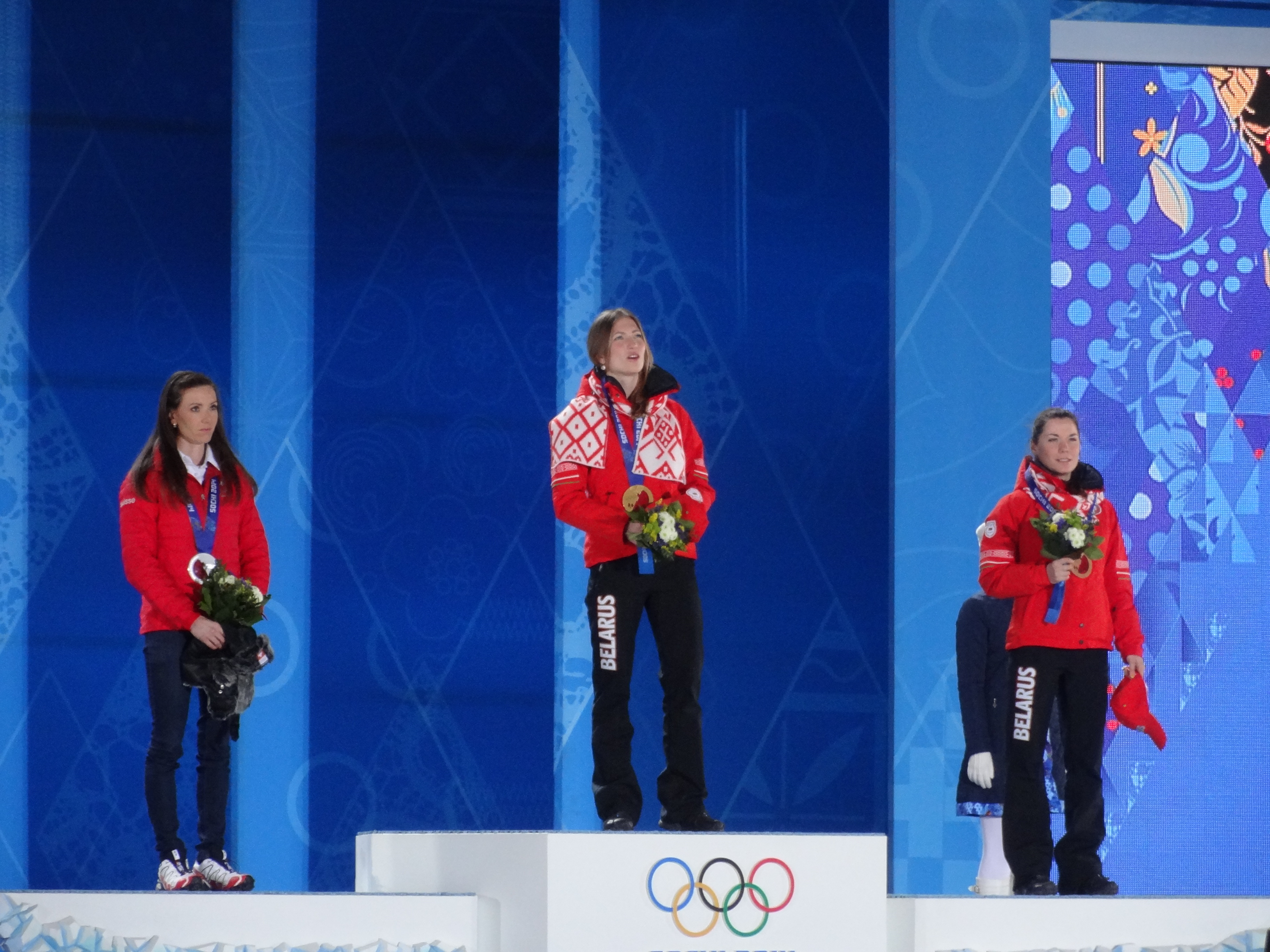
Le podium du 15 kilomètres féminin avec Selina Gasparin, médaillée d'argent, à gauche.

La Suisse a obtenu cinq places pour les épreuves masculines et quatre pour les épreuves féminines grâce à ces performances aux Championnats du monde de biathlon 2012 et 2013.
Selina Gasparin remporte la médaille d'argent de l'épreuve individuelle féminine. C'est la première médaille suisse en biathlon dans l'histoire des Jeux olympiques, hommes et femmes confondus. Elisa Gasparin, une des sœurs de Selina, obtient un diplôme olympique grâce à sa huitième place dans le sprint.

#### Hommes
| Athlète                                                    | Épreuve    | Temps             | Pénalité      | Rang |
| ---------------------------------------------------------- | ---------- | ----------------- | ------------- | ---- |
| Claudio Böckli                                             | Individuel | 58 min 19 s 2     | 4 (1+1+0+2)   | 79e  |
| Simon Hallenbarter                                         | Individuel | 54 min 52 s 2     | 1 (1+0+0+0)   | 47e  |
| Ivan Joller                                                | Individuel | 56 min 40 s 6     | 3 (0+1+1+1)   | 67e  |
| Benjamin Weger                                             | Sprint     | 27 min 00 s 5     | 1 + 0         | 63e  |
| Benjamin Weger                                             | Poursuite  | -                 | -             | -    |
| Benjamin Weger                                             | Individuel | 54 min 54 s 5     | 4 (1+1+1+1)   | 48e  |
| Serafin Wiestner                                           | Sprint     | 26 min 10 s 2     | 1 + 1         | 40e  |
| Serafin Wiestner                                           | Poursuite  | 39 min 48 s 1     | 2 + 1 + 3 + 1 | 57e  |
| Claudio Böckli Ivan Joller Benjamin Weger Serafin Wiestner | Relais     | 1 h 16 min 15 s 8 | 10 (0+10)     | 14e  |

#### Femmes

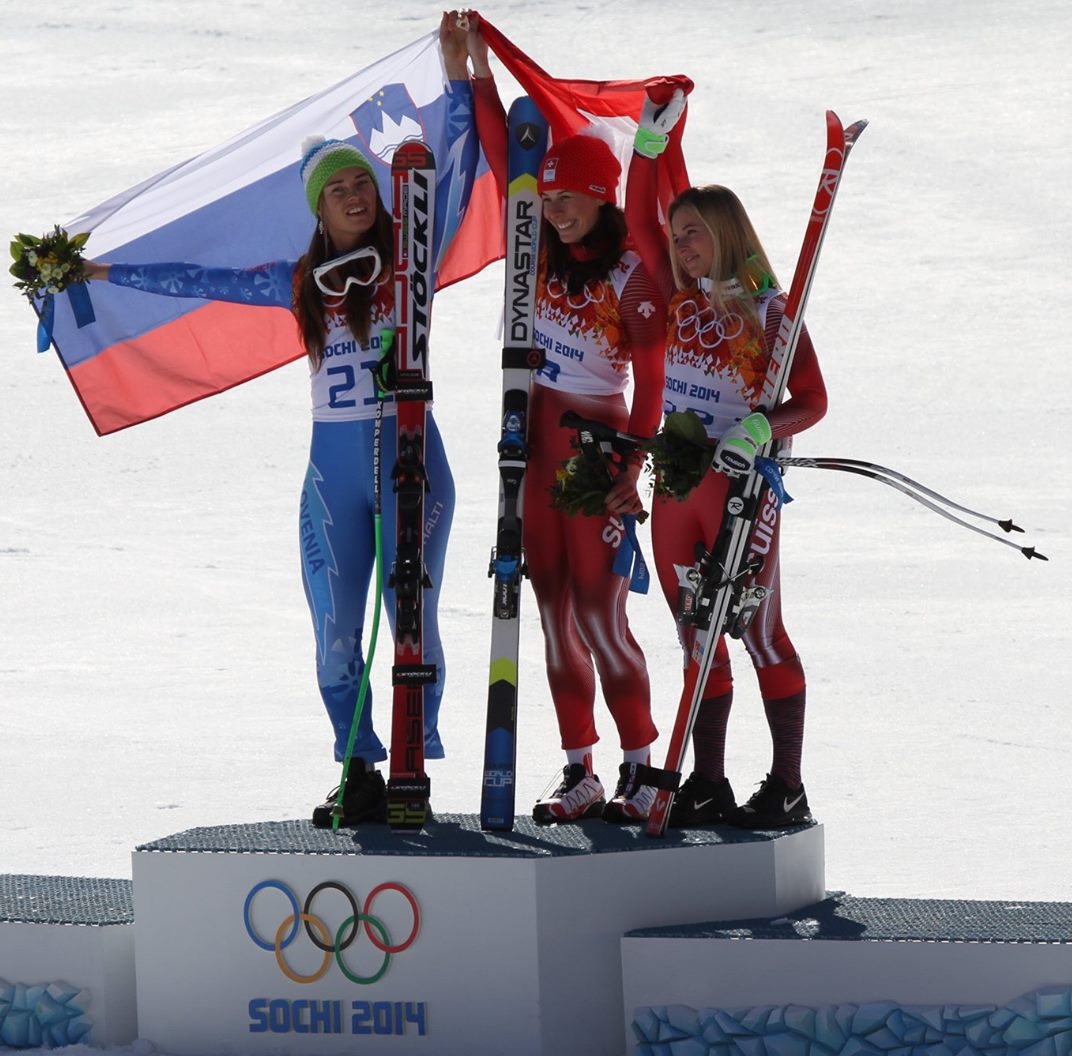
Le podium de la descente féminine, avec Dominique Gisin au centre et Lara Gut à droite.

| Athlète                                                      | Épreuve    | Temps             | Pénalité      | Rang                               |
| ------------------------------------------------------------ | ---------- | ----------------- | ------------- | ---------------------------------- |
| Irene Cadurisch                                              | Individuel | 49 min 1 s 0      | 0 + 0 + 1 + 0 | 37e                                |
| Aita Gasparin                                                | Individuel | 52 min 14 s 9     | 1 + 3 + 1 + 0 | 62e                                |
| Elisa Gasparin                                               | Sprint     | 21 min 38 s 2     | 0 + 0         | 8e                                 |
| Elisa Gasparin                                               | Poursuite  | 32 min 42 s 8     | 2 + 1 + 1 + 1 | 44e                                |
| Elisa Gasparin                                               | Individuel | 48 min 46 s 9     | 1 + 1 + 1 + 0 | 33e                                |
| Selina Gasparin                                              | Sprint     | 21 min 46 s 5     | 0 + 1         | 13e                                |
| Selina Gasparin                                              | Poursuite  | 30 min 59 s 1     | 0 + 0 + 1 + 1 | 15e                                |
| Selina Gasparin                                              | Individuel | 44 min 35 s 3     | 0 + 0 + 0 + 0 | Médaille d'argent, Jeux olympiques |
| Irene Cadurisch Aita Gasparin Elisa Gasparin Selina Gasparin | Relais     | 1 h 12 min 34 s 3 | 9 (0+9)       | 9e                                 |

#### Mixte
| Athlète                                                          | Épreuve | Temps             | Pénalité | Rang |
| ---------------------------------------------------------------- | ------- | ----------------- | -------- | ---- |
| Elisa Gasparin Selina Gasparin Simon Hallenbarter Benjamin Weger | Relais  | 1 h 13 min 33 s 9 | 9 (0+9)  | 12e  |

### Bobsleigh

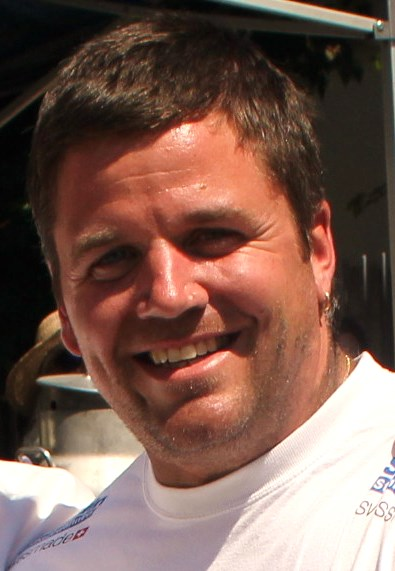
Après disqualification pour dopage d'Aleksandr Zubkov, Beat Hefti se voit attribuer la médaille d'or en bob à deux malgré sa deuxième place.

Chez les hommes, deux équipages suisses participent en bob à deux et un en bob à quatre. Le pilote Beat Hefti et le freineur Alex Baumann remportent la médaille d'argent de l'épreuve de bob à deux, derrière l'équipage du Russe Aleksandr Zubkov. Hefti remporte une quatrième médaille olympique mais c'est la première qu'il obtient en tant que pilote. D'argent à Sotchi, celle-ci se transforme toutefois en or quand, en 2019, le CIO officialise la disqualification du bob russe pour le contrôle antidopage dopage positif confirmé du son pilote.
L'autre bob suisse, piloté par Rico Peter, est dixième. En bob à quatre, le bob suisse piloté par Hefti termine huitième et obtient donc un diplôme olympique. Chez les femmes, Fabienne Meyer et Tanja Mayer reçoivent également un diplôme grâce à leur huitième place.

#### Hommes
| Athlètes                                             | Épreuve             | Manche 1 | Manche 1 | Manche 2 | Manche 2 | Manche 3 | Manche 3 | Manche 4 | Manche 4 | Total         | Total                          |
| Athlètes                                             | Épreuve             | Temps    | Rang     | Temps    | Rang     | Temps    | Rang     | Temps    | Rang     | Temps         | Rang                           |
| ---------------------------------------------------- | ------------------- | -------- | -------- | -------- | -------- | -------- | -------- | -------- | -------- | ------------- | ------------------------------ |
| Alex Baumann Beat Hefti*                             | Bob à deux hommes   | 56 s 46  | 4        | 56 s 68  | =3       | 56 s 26  | 2        | 56 s 65  | 3        | 3 min 46 s 05 | Médaille d'or, Jeux olympiques |
| Jürg Egger Rico Peter*                               | Bob à deux hommes   | 56 s 96  | 13       | 56 s 68  | =3       | 56 s 60  | 7        | 56 s 72  | 6        | 3 min 46 s 96 | 8                              |
| Alex Baumann Jürg Egger Beat Hefti* Thomas Lamparter | Bob à quatre hommes | 55 s 21  | 9        | 55 s 34  | 3        | 55 s 60  | =8       | 55 s 60  | =9       | 3 min 41 s 75 | 6                              |

* – Indique le pilote du bob

#### Femmes
| Athlètes                    | Épreuve           | Manche 1 | Manche 1 | Manche 2 | Manche 2 | Manche 3 | Manche 3 | Manche 4 | Manche 4 | Total         | Total |
| Athlètes                    | Épreuve           | Temps    | Rang     | Temps    | Rang     | Temps    | Rang     | Temps    | Rang     | Temps         | Rang  |
| --------------------------- | ----------------- | -------- | -------- | -------- | -------- | -------- | -------- | -------- | -------- | ------------- | ----- |
| Fabienne Meyer* Tanja Mayer | Bob à deux femmes | 58 s 18  | 10       | 58 s 34  | 9        | 58 s 29  | 7        | 58 s 39  | 9        | 3 min 53 s 20 | 8     |

* – Indique la pilote du bob

### Combiné nordique
Tim Hug est le seul Suisse participant aux épreuves olympiques du combiné nordique. Après une 27e place au tremplin normal, il termine 24e de l'épreuve du grand tremplin.
| Athlète | Épreuve                              | Saut à ski | Saut à ski | Saut à ski | Ski de fond   | Ski de fond | Total         | Total |
| Athlète | Épreuve                              | Distance   | Points     | Rang       | Temps         | Rang        | Temps         | Rang  |
| ------- | ------------------------------------ | ---------- | ---------- | ---------- | ------------- | ----------- | ------------- | ----- |
| Tim Hug | Tremplin normal/10 kilomètres hommes | 91,5 m     | 106,5      | 38         | 24 min 09 s 4 | 23          | 25 min 49 s 4 | 27    |
| Tim Hug | Grand tremplin/10 kilomètres hommes  | 123,5 m    | 102,3      | 25         | 23 min 09 s 5 | 21          | 24 min 56 s 5 | 24    |

### Curling
L'équipe masculine termine 8e du premier tour. Elle n'est donc pas qualifiée pour les demi-finales. L'équipe féminine termine quant à elle au troisième rang du premier tour et se qualifie pour les demi-finales. Après avoir perdu sa demi-finale contre la Suède, elle perd le match pour la troisième place contre la Grande-Bretagne et termine quatrième. C'est la première fois depuis la réintroduction du curling aux Jeux en 1998 que la Suisse ne remporte pas de médaille dans cette discipline.

#### Tournoi masculin
| Suisse |
| --- |
| CC Adelboden, Adelboden Skip : Sven Michel Third : Claudio Pätz Second : Sandro Trolliet Lead : Simon Gempeler Remplaçant : Benoît Schwarz |

##### Premier tour
| Légende | Légende                                                         |
| ------- | --------------------------------------------------------------- |
|         | Équipes qualifiées pour les demi-finales                        |
|         | Équipes devant jouer un match supplémentaire pour se départager |

| Pays            | Skips          | V | D | bp | bc | Manches gagnées | Manches perdues | Manches blanches | Vols | Tirs % |
| --------------- | -------------- | - | - | -- | -- | --------------- | --------------- | ---------------- | ---- | ------ |
| Suède           | Niklas Edin    | 8 | 1 | 60 | 44 | 38              | 30              | 18               | 8    | 86%    |
| Canada          | Brad Jacobs    | 7 | 2 | 69 | 53 | 39              | 36              | 14               | 7    | 84%    |
| Chine           | Liu Rui        | 7 | 2 | 67 | 50 | 41              | 37              | 11               | 5    | 85%    |
| Norvège         | Thomas Ulsrud  | 5 | 4 | 52 | 53 | 36              | 33              | 18               | 5    | 86%    |
| Grande-Bretagne | David Murdoch  | 5 | 4 | 51 | 49 | 37              | 35              | 15               | 8    | 83%    |
| Danemark        | Rasmus Stjerne | 4 | 5 | 54 | 61 | 32              | 37              | 17               | 4    | 81%    |
| Russie          | Andrey Drozdov | 3 | 6 | 58 | 70 | 36              | 38              | 13               | 7    | 77%    |
| Suisse          | Sven Michel    | 3 | 6 | 47 | 46 | 31              | 34              | 22               | 7    | 83%    |
| États-Unis      | John Shuster   | 2 | 7 | 47 | 58 | 30              | 39              | 14               | 7    | 80%    |
| Allemagne       | John Jahr      | 1 | 8 | 53 | 74 | 38              | 39              | 10               | 9    | 76%    |

#### Tournoi féminin
| Suisse |
| --- |
| Davos CK, Davos Skip : Mirjam Ott Third : Carmen Schäfer Second : Carmen Küng Lead : Janine Greiner Remplaçante : Alina Pätz |

##### Premier tour
| Légende | Légende                                  |
| ------- | ---------------------------------------- |
|         | Équipes qualifiées pour les demi-finales |

| Pays            | Skips                  | V | D | bp | bc | Manches gagnées | Manches perdues | Manches blanches | Vols | Tirs % |
| --------------- | ---------------------- | - | - | -- | -- | --------------- | --------------- | ---------------- | ---- | ------ |
| Canada          | Jennifer Jones         | 9 | 0 | 72 | 40 | 43              | 27              | 12               | 14   | 86%    |
| Suède           | Margaretha Sigfridsson | 7 | 2 | 58 | 52 | 37              | 35              | 13               | 7    | 80%    |
| Suisse          | Mirjam Ott             | 5 | 4 | 63 | 60 | 37              | 38              | 13               | 7    | 78%    |
| Grande-Bretagne | Eve Muirhead           | 5 | 4 | 74 | 58 | 39              | 35              | 9                | 11   | 80%    |
| Japon           | Ayumi Ogasawara        | 4 | 5 | 59 | 67 | 39              | 41              | 4                | 10   | 76%    |
| Danemark        | Lene Nielsen           | 4 | 5 | 57 | 56 | 34              | 40              | 12               | 9    | 78%    |
| Chine           | Wang Bingyu            | 4 | 5 | 58 | 62 | 36              | 38              | 10               | 4    | 81%    |
| Corée du Sud    | Kim Ji-sun             | 3 | 6 | 60 | 65 | 35              | 37              | 10               | 6    | 79%    |
| Russie          | Anna Sidorova          | 3 | 6 | 48 | 56 | 33              | 35              | 19               | 6    | 82%    |
| États-Unis      | Erika Brown            | 1 | 8 | 42 | 75 | 33              | 40              | 8                | 5    | 76%    |

##### Demi-finale
| Équipes   | 1 | 2 | 3 | 4 | 5 | 6 | 7 | 8 | 9 | 10 | 11 | Total |
| --------- | - | - | - | - | - | - | - | - | - | -- | -- | ----- |
| 2e Suède  | 1 | 0 | 2 | 0 | 0 | 0 | 1 | 0 | 2 | 1  | x  | 7     |
| 3e Suisse | 0 | 2 | 0 | 0 | 1 | 0 | 0 | 2 | 0 | 0  | x  | 5     |

##### Match pour la troisième place
| Équipes         | 1 | 2 | 3 | 4 | 5 | 6 | 7 | 8 | 9 | 10 | 11 | Total |
| --------------- | - | - | - | - | - | - | - | - | - | -- | -- | ----- |
| Grande-Bretagne | 0 | 0 | 1 | 0 | 2 | 0 | 0 | 2 | 0 | 1  | x  | 6     |
| Suisse          | 0 | 2 | 0 | 1 | 0 | 1 | 0 | 0 | 1 | 0  | x  | 5     |

### Hockey sur glace

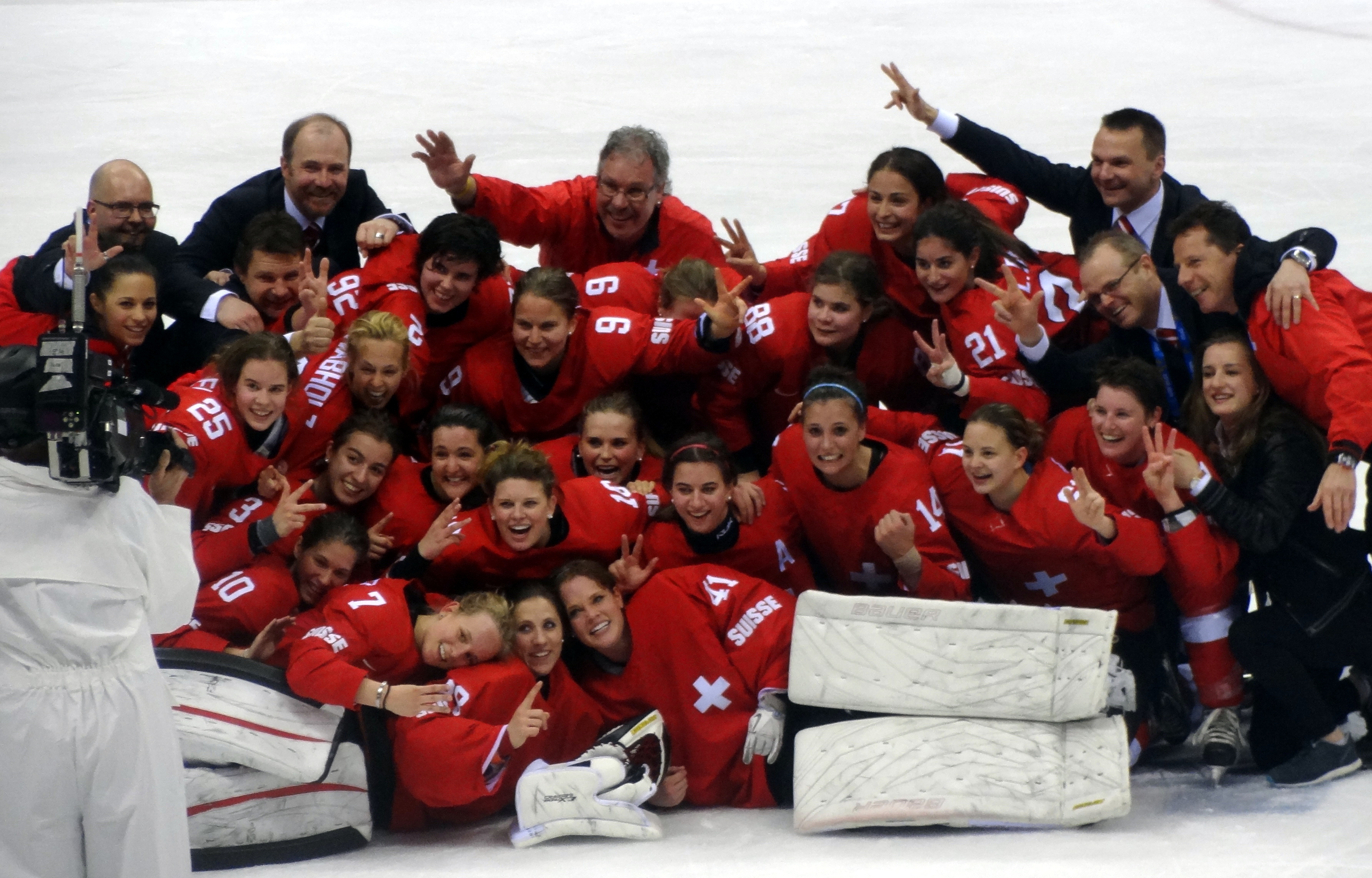
L'équipe féminine célèbre sa médaille de bronze.

L'équipe masculine gagne contre la Lettonie, perd contre la Suède et gagne contre la République tchèque. Dans le match de barrage, la Suisse perd contre la Lettonie sur le score de 3-1 et est éliminée du tournoi.
L'équipe de Suisse féminine élimine la Russie en quart de finale, puis perd contre le Canada en demi-finale. Après avoir été menées 2-0 par les Suédoises dans le match pour la troisième place, les Suissesses gagnent le match et remportent la médaille de bronze. C'est la première médaille olympique suisse en hockey depuis la médaille de bronze des hommes en 1948. La gardienne de l'équipe suisse, Florence Schelling, est élue meilleure joueuse (most valuable player) du tournoi.

#### Tournoi masculin

##### Effectif
- Gardiens de but : Jonas Hiller (Ducks d’Anaheim), Reto Berra (Flames de Calgary), Tobias Stephan (Genève-Servette).
- Défenseurs : Roman Josi (Predators de Nashville), Raphael Diaz (Canucks de Vancouver), Julien Vauclair (HC Lugano), Mathias Seger (ZSC Lions), Mark Streit (Flyers de Philadelphie), Yannick Weber (Canucks de Vancouver), Severin Blindenbacher (ZSC Lions), Patrick Von Gunten (Kloten Flyers)[21].
- Attaquants : Nino Niederreiter (Wild du Minnesota), Martin Plüss (CP Berne), Simon Moser (Admirals de Milwaukee), Ryan Gardner (CP Berne), Andres Ambühl (HC Davos), Reto Suri (EV Zoug), Denis Hollenstein (Genève-Servette), Luca Cunti (ZSC Lions), Simon Bodenmann (Kloten Flyers), Morris Trachsler (ZSC Lions), Kevin Romy (Genève-Servette), Damien Brunner (Devils du New Jersey), Roman Wick (ZSC Lions), Matthias Bieber (Kloten Flyers).
- Entraîneur : Sean Simpson.
- Forfait  : Philippe Furrer (CP Berne).

##### Résultats

###### Tour préliminaire
| Clt   | Équipe   | PJ | V | VP | D | DP | BP | BC | Diff | Pts |
| ----- | -------- | -- | - | -- | - | -- | -- | -- | ---- | --- |
| +001, | Suède    | 3  | 3 | 0  | 0 | 0  | 10 | 5  | +3   | 9   |
| +002, | Suisse   | 3  | 2 | 0  | 1 | 0  | 2  | 1  | 0    | 6   |
| +003, | Tchéquie | 3  | 1 | 0  | 2 | 0  | 6  | 7  | 0    | 3   |
| +004, | Lettonie | 3  | 0 | 0  | 3 | 0  | 5  | 10 | -3   | 0   |

| 12 février 2014 21h00 | Lettonie | 0-1 (0–0, 0–0, 0–1) | Suisse | Arène de glace Chaïba, Sotchi 5 116 spectateurs |

| Feuille de match | Feuille de match | Feuille de match | Feuille de match             | Feuille de match                       |
| ---------------- | ---------------- | ---------------- | ---------------------------- | -------------------------------------- |
|                  |                  |                  | Moser (Streit) — 59 min 52 s | Arbitrage : Lars Brüggemann Brad Meier |
| Edgars Masaļskis | Gardiens         | Jonas Hiller     |                              | Arbitrage : Lars Brüggemann Brad Meier |
| 10 min           | Pénalités        | 6 min            |                              | Arbitrage : Lars Brüggemann Brad Meier |
| 21               | Tirs             | 39               |                              | Arbitrage : Lars Brüggemann Brad Meier |

| 14 février 2014 | Suède | 1-0 (0-0, 0-0, 1-0) | Suisse | Palais des glaces Bolchoï 7 968 spectateurs |

| Feuille de match | Feuille de match                                       | Feuille de match | Feuille de match | Feuille de match                                                      |
| ---------------- | ------------------------------------------------------ | ---------------- | ---------------- | --------------------------------------------------------------------- |
|                  | D. Alfredsson (E. Karlsson, P. Berglund) — 52 min 39 s | 1-0              |                  | Arbitrage : Mike Leggo Vladimír Šindler Greg Devorski Sakari Suominen |
| Henrik Lundqvist | Gardiens                                               | Reto Berra       |                  | Arbitrage : Mike Leggo Vladimír Šindler Greg Devorski Sakari Suominen |
| 4 min            | Pénalités                                              | 8 min            |                  | Arbitrage : Mike Leggo Vladimír Šindler Greg Devorski Sakari Suominen |
| 31               | Tirs                                                   | 26               |                  | Arbitrage : Mike Leggo Vladimír Šindler Greg Devorski Sakari Suominen |

| 15 février 2014 | Suisse | 1-0 (1-0, 0-0, 0-0) | Tchéquie | Palais des glaces Bolchoï 10 253 spectateurs |

| Feuille de match | Feuille de match                                     | Feuille de match | Feuille de match | Feuille de match                                                          |
| ---------------- | ---------------------------------------------------- | ---------------- | ---------------- | ------------------------------------------------------------------------- |
|                  | S. Bodenmann (D. Hollenstein, K. Romy) — 14 min 10 s | 1-0              |                  | Arbitrage : Daniel Piechaczek Kevin Pollock Brad Kovachik Chris Woodworth |
| Jonas Hiller     | Gardiens                                             | Ondřej Pavelec   |                  | Arbitrage : Daniel Piechaczek Kevin Pollock Brad Kovachik Chris Woodworth |
| 10 min           | Pénalités                                            | 6 min            |                  | Arbitrage : Daniel Piechaczek Kevin Pollock Brad Kovachik Chris Woodworth |
| 26               | Tirs                                                 | 26               |                  | Arbitrage : Daniel Piechaczek Kevin Pollock Brad Kovachik Chris Woodworth |

###### Tour qualificatif
| 18 février 2014 | Suisse | 1-3 (0-2, 1-0, 0-1) | Lettonie | Palais des glaces Bolchoï 7 912 spectateurs |

| Feuille de match | Feuille de match                | Feuille de match | Feuille de match | Feuille de match                                              |
| ---------------- | ------------------------------- | ---------------- | --- | ------------------------------------------------------------- |
|                  | M. Plüss (R. Suri) — 35 min 1 s | 0–1 0–2 1–2 1-3  | O. Bārtulis (K. Daugaviņš, Z. Girgensons) — 8 min 38 s L. Dārziņš (M. Rēdlihs) — 11 min 19 s (SN) L. Dārziņš (V. Pavlovs) — 59 min (CV) | Arbitrage : Mike Leggo Jyri Rönn Brad Kovachik André Schrader |
| Jonas Hiller     | Gardiens                        | Edgars Masaļskis | | Arbitrage : Mike Leggo Jyri Rönn Brad Kovachik André Schrader |
| 4 min            | Pénalités                       | 2 min            | | Arbitrage : Mike Leggo Jyri Rönn Brad Kovachik André Schrader |
| 33               | Tirs                            | 22               | | Arbitrage : Mike Leggo Jyri Rönn Brad Kovachik André Schrader |

#### Tournoi féminin

##### Effectif
- Gardiennes de but : Janine Alder (EHC Winterthour), Sophie Anthamatten (EHC Saastal), Florence Schelling (EHC Bülach)
- Défenseurs : Livia Altmann (ZSC Lions), Laura Benz (ZSC Lions), Nicole Bullo (HC Lugano), Sarah Forster (HC Ajoie), Angela Frautschi (ZSC Lions), Julia Marty (Linköpings HC), Lara Stalder (Bulldogs de Minnesota-Duluth), Sandra Thalmann (SC Reinach)
- Attaquantes : Sara Benz (ZSC Lions), Romy Eggimann (HC Lugano), Jessica Lutz (Ronin), Stefanie Marty (Linköpings HC), Alina Müller (EHC Winterthour), Katrin Nabholz (ZSC Lions), Evelina Raselli (HC Lugano), Phoebe Stanz (Bulldogs de Yale), Anja Stiefel (HC Lugano), Nina Waidacher (Saints de CSS)
- Entraîneur : René Kammerer

##### Résultats

###### Tour préliminaire
| Clt   | Équipe     | PJ | V | VP | D | DP | BP | BC | Diff | Pts |
| ----- | ---------- | -- | - | -- | - | -- | -- | -- | ---- | --- |
| +001, | Canada     | 3  | 3 | 0  | 0 | 0  | 11 | 2  | +9   | 9   |
| +002, | États-Unis | 3  | 2 | 0  | 1 | 0  | 14 | 4  | +10  | 6   |
| +003, | Finlande   | 3  | 0 | 1  | 2 | 0  | 5  | 9  | -4   | 2   |
| +004, | Suisse     | 3  | 0 | 0  | 2 | 1  | 3  | 18 | -15  | 1   |

- Qualifiés pour les demi-finales
- Qualifié pour les quarts de finale

| 8 février 2014 17h00 | Canada | 5-0 (2-0, 3-0, 0-0) | Suisse | Arène de glace Chaïba, Sotchi 4 386 spectateurs |

| Feuille de match | Feuille de match | Feuille de match    | Feuille de match | Feuille de match                                           |
| ---------------- | --- | ------------------- | ---------------- | ---------------------------------------------------------- |
|                  | Larocque (Spooner) — 1 min 25 s Watchorn (Johnston) — 6 min 30 s Wickenheiser — 23 min 54 s (IN) Poulin (Hefford, Johnston) — 32 min 28 s Johnston (Poulin) — 36 min 10 s | 1-0 2-0 3-0 4-0 5-0 |                  | Arbitrage : Aina Høve Alicia Hanrahan et Michaela Kúdelová |
| Labonté          | Gardiens | Schelling           |                  | Arbitrage : Aina Høve Alicia Hanrahan et Michaela Kúdelová |
| 2 min            | Pénalités | 4 min               |                  | Arbitrage : Aina Høve Alicia Hanrahan et Michaela Kúdelová |
| 69               | Tirs | 14                  |                  | Arbitrage : Aina Høve Alicia Hanrahan et Michaela Kúdelová |

| 10 février 2014 14h00 | États-Unis | 9-0 (5-0, 1-0, 3-0) | Suisse | Arène de glace Chaïba, Sotchi 3 812 spectateurs |

| Feuille de match | Feuille de match | Feuille de match                    | Feuille de match | Feuille de match                                                 |
| ---------------- | --- | ----------------------------------- | ---------------- | ---------------------------------------------------------------- |
|                  | M. Lamoureux (J. Lamoureux, Duggan) — 9 min 20 s Decker (Kessel, Knight) — 10 min 7 s Kessel (Coyne) — 10 min 15 s Knight (Stack, Chu) — 14 min 23 s Kessel (Coyne, Decker) — 15 min 42 s (SN) M. Lamoureux (J. Lamoureux, Stecklein) — 33 min 26 s Coyne (Stack) — 40 min 49 s Coyne (Kessel, Bozek) — 43 min 59 s Carpenter (Pucci) — 55 min 39 s | 1-0 2-0 3-0 4-0 5-0 6-0 7-0 8-0 9-0 |                  | Arbitrage : Mélanie Bordeleau Denise Caughey et Charlotte Girard |
| Schaus           | Gardiens | Schelling                           |                  | Arbitrage : Mélanie Bordeleau Denise Caughey et Charlotte Girard |
| 4 min            | Pénalités | 8 min                               |                  | Arbitrage : Mélanie Bordeleau Denise Caughey et Charlotte Girard |
| 53               | Tirs | 10                                  |                  | Arbitrage : Mélanie Bordeleau Denise Caughey et Charlotte Girard |

| 12 février 2014 12h00 | Suisse | 3-4 (pr) (0-2, 2-1, 1-0, 0-1) | Finlande | Arène de glace Chaïba, Sotchi 4 211 spectateurs |

| Feuille de match | Feuille de match                                                                              | Feuille de match            | Feuille de match | Feuille de match                                          |
| ---------------- | --------------------------------------------------------------------------------------------- | --------------------------- | --- | --------------------------------------------------------- |
|                  | Eggimann (Bullo) — 23 min 28 s Stanz (Lutz) — 28 min (SN) S. Marty (Bullo) — 56 min 25 s (SN) | 0-1 0-2 1-2 2-2 2-3 3-3 3-4 | Hiirikoski (Jalosuo, Karvinen) — 7 min 56 s Karvinen (Tapani, Kilponen) — 9 min 55 s (IN) Karvinen (Tapani, Hiirikoski) — 35 min 31 s (SN) Hiirikoski (Välimäki, Kilponen) — 62 min 38 s | Arbitrage : Erin Blair Laura Johnson et Michaela Kúdelová |
| Schelling        | Gardiens                                                                                      | Räty                        | | Arbitrage : Erin Blair Laura Johnson et Michaela Kúdelová |
| 31 min           | Pénalités                                                                                     | 12 min                      | | Arbitrage : Erin Blair Laura Johnson et Michaela Kúdelová |
| 27               | Tirs                                                                                          | 34                          | | Arbitrage : Erin Blair Laura Johnson et Michaela Kúdelová |

###### Tableau
|  | Quarts de finale                      | Quarts de finale                  |                                   |                                   | Demi-finales                      | Demi-finales                      |  |  | Finale                                | Finale                                |
|  | Quarts de finale                      | Quarts de finale                  |                                   |                                   | Demi-finales                      | Demi-finales                      |  |  | Finale                                | Finale                                |
|  |                                       |                                   |                                   |                                   |                                   |                                   |  |  |                                       |                                       |
|  | 15 février, Arène de glace Chaïba     | 15 février, Arène de glace Chaïba |                                   |                                   | 17 février, Arène de glace Chaïba | 17 février, Arène de glace Chaïba |  |  | 20 février, Palais des glaces Bolchoï | 20 février, Palais des glaces Bolchoï |
|  | 15 février, Arène de glace Chaïba     | 15 février, Arène de glace Chaïba |                                   |                                   | 17 février, Arène de glace Chaïba | 17 février, Arène de glace Chaïba |  |  | 20 février, Palais des glaces Bolchoï | 20 février, Palais des glaces Bolchoï |
|  | 15 février, Arène de glace Chaïba     | 15 février, Arène de glace Chaïba | Canada                            | 3                                 |                                   |                                   |  |  | 20 février, Palais des glaces Bolchoï | 20 février, Palais des glaces Bolchoï |
|  | Suisse                                | 2                                 | Canada                            | 3                                 |                                   |                                   |  |  | 20 février, Palais des glaces Bolchoï | 20 février, Palais des glaces Bolchoï |
|  | Suisse                                | 2                                 | Suisse                            | 1                                 |                                   |                                   |  |  | 20 février, Palais des glaces Bolchoï | 20 février, Palais des glaces Bolchoï |
|  | Russie                                | 0                                 | Suisse                            | 1                                 |                                   |                                   |  |  | 20 février, Palais des glaces Bolchoï | 20 février, Palais des glaces Bolchoï |
|  | Russie                                | 0                                 | 17 février, Arène de glace Chaïba | 17 février, Arène de glace Chaïba | Canada                            | 3                                 |  |  |                                       |                                       |
|  | 15 février, Arène de glace Chaïba     |                                   | 17 février, Arène de glace Chaïba | 17 février, Arène de glace Chaïba | Canada                            | 3                                 |  |  |                                       |                                       |
|  |                                       | États-Unis                        | 17 février, Arène de glace Chaïba | 17 février, Arène de glace Chaïba | 2                                 |                                   |  |  |                                       |                                       |
|  | Finlande                              | États-Unis                        | 17 février, Arène de glace Chaïba | 17 février, Arène de glace Chaïba | 2                                 | 2                                 |  |  |                                       |                                       |
|  | Finlande                              | Suède                             | 1                                 |                                   |                                   | 2                                 |  |  |                                       |                                       |
|  | Suède                                 | Suède                             | 1                                 | 4                                 |                                   |                                   |  |  |                                       |                                       |
|  | Suède                                 | États-Unis                        | 6                                 | 4                                 |                                   |                                   |  |  |                                       |                                       |
|  |                                       | États-Unis                        | 6                                 | Match pour la 3e place            |                                   |                                   |  |  |                                       |                                       |
|  |                                       |                                   |                                   |                                   |                                   |                                   |  |  |                                       |                                       |
|  | 20 février, Palais des glaces Bolchoï |                                   |                                   |                                   |                                   |                                   |  |  |                                       |                                       |
|  |                                       |                                   |                                   |                                   |                                   |                                   |  |  |                                       |                                       |
|  | Suisse                                | 4                                 |                                   |                                   |                                   |                                   |  |  |                                       |                                       |
|  | Suisse                                | 4                                 |                                   |                                   |                                   |                                   |  |  |                                       |                                       |
|  | Suède                                 | 3                                 |                                   |                                   |                                   |                                   |  |  |                                       |                                       |
|  | Suède                                 | 3                                 |                                   |                                   |                                   |                                   |  |  |                                       |                                       |

###### Quarts de finale
| 15 février 2014 | Suisse | 2-0 (1-0, 0-0, 1-0) | Russie | Arène de glace Chaïba 4 962 spectateurs |

| Feuille de match | Feuille de match                                                                    | Feuille de match | Feuille de match | Feuille de match                                        |
| ---------------- | ----------------------------------------------------------------------------------- | ---------------- | ---------------- | ------------------------------------------------------- |
|                  | S. Marty (A. Müller, S. Thalmann) — 10 min 46 s L. Stalder (N. Bullo) — 59 min 39 s | 1-0 2-0          |                  | Arbitrage : Joy Tottman Therese Björkman Denise Caughey |
| F. Schelling     | Gardiens                                                                            | A. Prougova      |                  | Arbitrage : Joy Tottman Therese Björkman Denise Caughey |
| 8 min            | Pénalités                                                                           | 2 min            |                  | Arbitrage : Joy Tottman Therese Björkman Denise Caughey |
| 27               | Tirs                                                                                | 41               |                  | Arbitrage : Joy Tottman Therese Björkman Denise Caughey |

###### Demi-finales
| 17 février 2014 | Canada | 3-1 (3-0, 0-1, 0-0) | Suisse | Arène de glace Chaïba 3 378 spectateurs |

| Feuille de match | Feuille de match | Feuille de match | Feuille de match                           | Feuille de match                                        |
| ---------------- | --- | ---------------- | ------------------------------------------ | ------------------------------------------------------- |
|                  | Spooner (Wickenheiser) — 7 min 29 s Spooner (Ward, Wickenheiser) — 11 min 10 s (SN) Daoust (Wakefield) — 11 min 33 s | 1-0 2-0 3-0 3-1  | Lutz (S. Benz, L. Benz) — 25 min 14 s (SN) | Arbitrage : Erin Blair Alicia Hanrahan et Ilona Novotná |
| Szabados         | Gardiens | Schelling        |                                            | Arbitrage : Erin Blair Alicia Hanrahan et Ilona Novotná |
| 12 min           | Pénalités | 10 min           |                                            | Arbitrage : Erin Blair Alicia Hanrahan et Ilona Novotná |
| 48               | Tirs | 22               |                                            | Arbitrage : Erin Blair Alicia Hanrahan et Ilona Novotná |

###### Match pour la troisième place
| 20 février 2014 | Suisse | 4-3 (0-1, 0-1, 4-1) | Suède | Palais des glaces Bolchoï |

| Feuille de match   | Feuille de match | Feuille de match            | Feuille de match | Feuille de match                                              |
| ------------------ | --- | --------------------------- | --- | ------------------------------------------------------------- |
|                    | - S. Benz (S. Forster) — 41 min 18 s P. Stanz (A. Müller) — 46 min 13 s (SN) J. Lutz (L. Stalder, L. Benz) — 53 min 43 s A. Müller — 58 min 53 s (CV) - | 0-1 0-2 1-2 2-2 3-2 4-2 4-3 | M. Löwenhielm (M. Lindh, C. Östberg) — 14 min E. Udén-Johansson (C. Östberg, M. Lindh) — 38 min 25 s - P. Winberg (J. Asserholt, E. Grahm) — 59 min 16 s | Arbitrage : Nicole Hertrich Denise Caughey et Alicia Hanrahan |
| Florence Schelling | Gardiens | Valentina Wallner           | | Arbitrage : Nicole Hertrich Denise Caughey et Alicia Hanrahan |
| 10 min             | Pénalités | 4 min                       | | Arbitrage : Nicole Hertrich Denise Caughey et Alicia Hanrahan |
| 26                 | Tirs | 31                          | | Arbitrage : Nicole Hertrich Denise Caughey et Alicia Hanrahan |

### Luge
Un homme et une femme représentent la Suisse dans les épreuves de luge. Gregory Carigiet termine au douzième rang de l'épreuve masculine alors que Martina Kocher termine neuvième de l'épreuve féminine.
| Athlète          | Épreuve       | Manche 1 | Manche 1 | Manche 2 | Manche 2 | Manche 3 | Manche 3 | Manche 4 | Manche 4 | Total          | Total |
| Athlète          | Épreuve       | Temps    | Rang     | Temps    | Rang     | Temps    | Rang     | Temps    | Rang     | Temps          | Rang  |
| ---------------- | ------------- | -------- | -------- | -------- | -------- | -------- | -------- | -------- | -------- | -------------- | ----- |
| Gregory Carigiet | Simple hommes | 52 s 775 | 11       | 52 s 579 | 8        | 52 s 274 | 12       | 52 s 167 | 8        | 3 min 29 s 795 | 12    |
| Martina Kocher   | Simple femmes | 50 s 560 | 9        | 50 s 454 | 6        | 50 s 593 | 8        | 50 s 559 | 8        | 3 min 22 s 166 | 9     |

### Saut à ski
Deux hommes et une femme participent aux épreuves de saut à ski pour la Suisse. Chez les hommes, Simon Ammann est champion olympique en titre dans les deux épreuves. Gêné par un problème de chaussures, iltermine 17e sur le tremplin normal et 23e sur le grand tremplin. Gregor Deschwanden est 23e sur le tremplin normal. Sixième après la première manche du grand tremplin, il redescend à la quatorzième place après la deuxième manche. Lors de la première épreuve féminine olympique de saut à ski, Bigna Windmüller prend le 18e rang.
| Athlète            | Épreuve                | Qualification | Qualification | Qualification | Première manche | Première manche | Première manche | Manche finale | Manche finale | Manche finale | Total  | Total |
| Athlète            | Épreuve                | Distance      | Points        | Rang          | Distance        | Points          | Rang            | Distance      | Points        | Rang          | Points | Rang  |
| ------------------ | ---------------------- | ------------- | ------------- | ------------- | --------------- | --------------- | --------------- | ------------- | ------------- | ------------- | ------ | ----- |
| Simon Ammann       | Tremplin normal hommes | BYE           | BYE           | BYE           | 97.5            | 125.5           | 16 Q            | 98.5          | 121.1         | 18            | 246.6  | 17    |
| Simon Ammann       | Grand tremplin hommes  | BYE           | BYE           | BYE           | 125.5           | 113.2           | 29 Q            | 131.0         | 126.0         | 10            | 239.2  | 23    |
| Gregor Deschwanden | Tremplin normal hommes | 99.0          | 111.7         | 23 Q          | 100.5           | 120.7           | 27              | 96.5          | 118.6         | 21            | 239.3  | 25    |
| Gregor Deschwanden | Grand tremplin hommes  | 120.0         | 108.2         | 14 Q          | 134.5           | 130.3           | 6 Q             | 123.0         | 117.1         | 25            | 247.4  | 14    |
| Bigna Windmüller   | Tremplin normal femmes | NC            | NC            | NC            | 96.0            | 112.3           | 20              | 96.0          | 108.4         | 18            | 220.7  | 18    |

### Skeleton
Seule athlète suisse en skeleton, Marina Gilardoni est 18e de l'épreuve féminine.
| Athlète          | Épreuve | Manche 1 | Manche 1 | Manche 2 | Manche 2 | Manche 3 | Manche 3 | Manche 4 | Manche 4 | Total         | Total |
| Athlète          | Épreuve | Temps    | Rang     | Temps    | Rang     | Temps    | Rang     | Temps    | Rang     | Temps         | Rang  |
| ---------------- | ------- | -------- | -------- | -------- | -------- | -------- | -------- | -------- | -------- | ------------- | ----- |
| Marina Gilardoni | Femmes  | 59 s 77  | 17       | 59 s 79  | 18       | 58 s 77  | 16       | 58 s 41  | 7        | 3 min 56 s 74 | 18    |

### Ski acrobatique
Vingt-trois athlètes suisses (treize hommes et dix femmes) participent aux épreuves de ski acrobatique. Malgré des attentes importantes, les skieurs acrobatiques suisses ne remportent pas de médaille. Michael Schmid, champion olympique en titre de ski cross, déclare forfait et Fanny Smith, une des favorites du ski cross, termine huitième. Virginie Faivre, championne du monde et vainqueur du classement de la coupe du monde en 2013, termine quatrième de l'épreuve de half-pipe,. Mirjam Jäger (huitième en half-pipe) et Armin Niederer (septième du ski-cross) remportent également un diplôme olympique.

#### Sauts
| Athlète        | Épreuve      | Qualification | Qualification | Qualification | Qualification | Finale        | Finale        | Finale        | Finale        | Finale        | Finale        |
| Athlète        | Épreuve      | Saut 1        | Saut 1        | Saut 2        | Saut 2        | Saut 1        | Saut 1        | Saut 2        | Saut 2        | Saut 3        | Saut 3        |
| Athlète        | Épreuve      | Points        | Rang          | Points        | Rang          | Points        | Rang          | Points        | Rang          | Points        | Rang          |
| -------------- | ------------ | ------------- | ------------- | ------------- | ------------- | ------------- | ------------- | ------------- | ------------- | ------------- | ------------- |
| Mischa Gasser  | Sauts hommes | 96.52         | 14            | 83.91         | 12            | Non qualifié  | Non qualifié  | Non qualifié  | Non qualifié  | Non qualifié  | Non qualifié  |
| Thomas Lambert | Sauts hommes | 96.83         | 13            | 89.38         | 8             | Non qualifié  | Non qualifié  | Non qualifié  | Non qualifié  | Non qualifié  | Non qualifié  |
| Renato Ulrich  | Sauts hommes | 115.84        | 3 Q           | BYE           | BYE           | 80.53         | 12            | Non qualifié  | Non qualifié  | Non qualifié  | Non qualifié  |
| Tanja Schärer  | Sauts femmes | 48.72         | 21            | 77.17         | 8             | Non qualifiée | Non qualifiée | Non qualifiée | Non qualifiée | Non qualifiée | Non qualifiée |

#### Halfpipe
| Athlète         | Épreuve          | Qualification | Qualification | Qualification | Qualification | Finale       | Finale       | Finale       | Finale       |
| Athlète         | Épreuve          | Manche 1      | Manche 2      | Meilleur      | Rang          | Manche 1     | Manche 2     | Meilleur     | Rang         |
| --------------- | ---------------- | ------------- | ------------- | ------------- | ------------- | ------------ | ------------ | ------------ | ------------ |
| Joel Gisler     | Half-pipe hommes | 60.80         | 2.60          | 60.80         | 18            | Non qualifié | Non qualifié | Non qualifié | Non qualifié |
| Nils Lauper     | Half-pipe hommes | 65.00         | 58.00         | 65.00         | 16            | Non qualifié | Non qualifié | Non qualifié | Non qualifié |
| Yannic Lerjen   | Half-pipe hommes | 67.60         | 29.60         | 67.60         | 14            | Non qualifié | Non qualifié | Non qualifié | Non qualifié |
| Virginie Faivre | Half-pipe femmes | 79.40         | 80.00         | 80.00         | 7 Q           | 74.40        | 78.00        | 78.00        | 4            |
| Mirjam Jäger    | Half-pipe femmes | 73.20         | 27.20         | 73.20         | 10 Q          | 71.20        | 16.20        | 71.20        | 8            |
| Nina Ragettli   | Half-pipe femmes | 18.00         | DNS           | 18.00         | 22            | Non qualifié | Non qualifié | Non qualifié | Non qualifié |

#### Ski cross
| Athlète        | Épreuve          | Classement    | Classement | 8es de finale | Quarts de finale | Demi-finale   | Finale        | Finale     |
| Athlète        | Épreuve          | Temps         | Rang       | Rang          | Rang             | Rang          | Rang          | Rang final |
| -------------- | ---------------- | ------------- | ---------- | ------------- | ---------------- | ------------- | ------------- | ---------- |
| Alex Fiva      | Ski cross hommes | DNF           | 30         | 4             | Non qualifié     | Non qualifié  | Non qualifié  | 31         |
| Armin Niederer | Ski cross hommes | 1 min 17 s 39 | 8          | 2 Q           | 1 Q              | 4 FB          | 3             | 7          |
| Michael Schmid | Ski cross hommes | DNS           | 32         | DNS           | Non qualifié     | Non qualifié  | Non qualifié  | 32         |
| Sanna Lüdi     | Ski cross femmes | 1 min 22 s 37 | 6          | 1 Q           | DNF              | Non qualifiée | Non qualifiée | 13         |
| Jorinde Müller | Ski cross femmes | 1 min 22 s 46 | 7          | 4             | Non qualifiée    | Non qualifiée | Non qualifiée | 25         |
| Katrin Müller  | Ski cross femmes | 1 min 23 s 85 | 12         | 1 Q           | 3                | Non qualifiée | Non qualifiée | 10         |
| Fanny Smith    | Ski cross femmes | 1 min 24 s 61 | 16         | 2 Q           | 2 Q              | 4 FB          | 4             | 8          |

Légende : FA – Qualifié pour la finale A ; FB – Qualifié pour la finale B (places 5 à 8)

#### Slopestyle
| Athlète        | Épreuve           | Qualification | Qualification | Qualification | Qualification | Finale       | Finale       | Finale       | Finale       |
| Athlète        | Épreuve           | Manche 1      | Manche 2      | Meilleur      | Rang          | Manche 1     | Manche 2     | Meilleur     | Rang         |
| -------------- | ----------------- | ------------- | ------------- | ------------- | ------------- | ------------ | ------------ | ------------ | ------------ |
| Elias Ambühl   | Slopestyle hommes | 58.00         | 65.80         | 65.80         | 22            | Non qualifié | Non qualifié | Non qualifié | Non qualifié |
| Fabian Bösch   | Slopestyle hommes | 11.80         | 63.00         | 63.00         | 23            | Non qualifié | Non qualifié | Non qualifié | Non qualifié |
| Kai Mahler     | Slopestyle hommes | 76.20         | 29.00         | 76.20         | 16            | Non qualifié | Non qualifié | Non qualifié | Non qualifié |
| Luca Schuler   | Slopestyle hommes | 6.80          | 5.20          | 6.80          | 32            | Non qualifié | Non qualifié | Non qualifié | Non qualifié |
| Camillia Berra | Slopestyle femmes | 74.40         | 74.80         | 74.80         | 10 Q          | 5.60         | 30.40        | 30.40        | 12           |
| Eveline Bhend  | Slopestyle femmes | 67.20         | 77.20         | 77.20         | 9 Q           | 58.40        | 63.20        | 63.20        | 9            |

### Ski alpin
L'équipe suisse de ski alpin, composée de 21 athlètes (12 hommes et 9 femmes), remporte trois médailles (deux d'or et une de bronze, comme en 2010). Sandro Viletta crée la surprise en devenant champion olympique du super combiné : quatorzième de la descente, il réalise le deuxième temps du slalom et remonte à la première place. Dominique Gisin est championne olympique de descente à égalité avec la Slovène Tina Maze, alors que Lara Gut gagne la médaille de bronze. C'est la première Suissesse depuis Michela Figini en 1984 à remporter l'or olympique de descente. Les skieurs alpins suisses remportent sept autres diplômes. Par exemple, Lara Gut termine quatrième du super G et Carlo Janka sixième de la descente. Fabienne Suter est quant à elle cinquième de la descente et septième du super G,.

#### Hommes
| Athlète          | Épreuve       | Manche 1      | Manche 1 | Manche 2      | Manche 2 | Total         | Total                          |
| Athlète          | Épreuve       | Temps         | Rang     | Temps         | Rang     | Temps         | Rang                           |
| ---------------- | ------------- | ------------- | -------- | ------------- | -------- | ------------- | ------------------------------ |
| Luca Aerni       | Slalom        | DNF           | DNF      | DNF           | DNF      | DNF           | DNF                            |
| Gino Caviezel    | Slalom géant  | 1 min 25 s 45 | 35       | 1 min 24 s 95 | 22       | 2 min 50 s 40 | 30                             |
| Mauro Caviezel   | Super combiné | 1 min 54 s 75 | 13       | DNF           | DNF      | DNF           | DNF                            |
| Mauro Caviezel   | Slalom géant  | 1 min 23 s 58 | 23       | 1 min 26 s 17 | 34       | 2 min 49 s 75 | 28                             |
| Didier Défago    | Descente      | NC            | NC       | NC            | NC       | 2 min 07 s 79 | 14                             |
| Didier Défago    | Super G       | NC            | NC       | NC            | NC       | DNF           | DNF                            |
| Didier Défago    | Slalom géant  | DNF           | DNF      | DNF           | DNF      | DNF           | DNF                            |
| Beat Feuz        | Descente      | NC            | NC       | NC            | NC       | 2 min 07 s 49 | 13                             |
| Beat Feuz        | Super G       | NC            | NC       | NC            | NC       | 1 min 20 s 65 | 27                             |
| Beat Feuz        | Super combiné | 1 min 54 s 46 | 10       | 53 s 29       | 15       | 2 min 47 s 75 | 15                             |
| Carlo Janka      | Descente      | NC            | NC       | NC            | NC       | 2 min 06 s 71 | 6                              |
| Carlo Janka      | Super G       | NC            | NC       | NC            | NC       | 1 min 20 s 01 | 22                             |
| Carlo Janka      | Slalom géant  | 1 min 22 s 52 | 9        | 1 min 24 s 52 | 19       | 2 min 47 s 04 | 13                             |
| Carlo Janka      | Super combiné | 1 min 54 s 42 | 9        | 52 s 46       | 11       | 2 min 46 s 88 | 8                              |
| Patrick Küng     | Descente      | NC            | NC       | NC            | NC       | 2 min 07 s 82 | 15                             |
| Patrick Küng     | Super G       | NC            | NC       | NC            | NC       | 1 min 19 s 38 | 12                             |
| Justin Murisier  | Slalom        | 49 s 92       | 33       | DNF           | DNF      | DNF           | DNF                            |
| Sandro Viletta   | Super combiné | 1 min 54 s 88 | 14       | 50 s 32       | 2        | 2 min 45 s 20 | Médaille d'or, Jeux olympiques |
| Daniel Yule      | Slalom        | 48 s 38       | 12       | DSQ           | DSQ      | DSQ           | DSQ                            |
| Ramon Zenhäusern | Slalom        | 51 s 01       | 39       | 58 s 39       | 19       | 1 min 49 s 40 | 19                             |

#### Femmes
| Athlète                       | Épreuve       | Manche 1      | Manche 1 | Manche 2      | Manche 2 | Total         | Total                               |
| Athlète                       | Épreuve       | Temps         | Rang     | Temps         | Rang     | Temps         | Rang                                |
| ----------------------------- | ------------- | ------------- | -------- | ------------- | -------- | ------------- | ----------------------------------- |
| Fränzi Aufdenblatten          | Super G       | NC            | NC       | NC            | NC       | 1 min 26 s 79 | 6                                   |
| Denise Feierabend             | Super combiné | 1 min 46 s 03 | 24       | 51 s 68       | 6        | 2 min 37 s 71 | 12                                  |
| Denise Feierabend             | Slalom        | 55 s 80       | 15       | 53 s 67       | 22       | 1 min 49 s 47 | 17                                  |
| Dominique Gisin               | Descente      | NC            | NC       | NC            | NC       | 1 min 41 s 57 | Médaille d'or, Jeux olympiques      |
| Dominique Gisin               | Super G       | NC            | NC       | NC            | NC       | DNF           | DNF                                 |
| Dominique Gisin               | Super combiné | 1 min 44 s 01 | 10       | 52 s 11       | 11       | 2 min 36 s 12 | 5                                   |
| Dominique Gisin               | Slalom géant  | 1 min 19 s 99 | 11       | 1 min 19 s 59 | 19       | 2 min 39 s 58 | 10                                  |
| Michelle Gisin                | Slalom        | 1 min 00 s 73 | 38       | 56 s 39       | 27       | 1 min 57 s 12 | 28                                  |
| Lara Gut                      | Descente      | NC            | NC       | NC            | NC       | 1 min 41 s 67 | Médaille de bronze, Jeux olympiques |
| Lara Gut                      | Super G       | NC            | NC       | NC            | NC       | 1 min 26 s 25 | 4                                   |
| Lara Gut                      | Super combiné | 1 min 43 s 15 | 2        | DNF           | DNF      | DNF           | DNF                                 |
| Lara Gut                      | Slalom géant  | 1 min 20 s 54 | 16       | 1 min 18 s 10 | 2        | 2 min 38 s 64 | 9                                   |
| Wendy Holdener                | Slalom géant  | DNF           | DNF      | DNF           | DNF      | DNF           | DNF                                 |
| Wendy Holdener                | Slalom        | DNF           | DNF      | DNF           | DNF      | DNF           | DNF                                 |
| Marianne Kaufmann-Abderhalden | Descente      | NC            | NC       | NC            | NC       | DNF           | DNF                                 |
| Marianne Kaufmann-Abderhalden | Super combiné | DNF           | DNF      | DNF           | DNF      | DNF           | DNF                                 |
| Fabienne Suter                | Descente      | NC            | NC       | NC            | NC       | 1 min 41 s 94 | 5                                   |
| Fabienne Suter                | Super G       | NC            | NC       | NC            | NC       | 1 min 26 s 89 | 7                                   |
| Fabienne Suter                | Slalom géant  | 1 min 22 s 07 | 28       | 1 min 19 s 99 | 25       | 2 min 42 s 06 | 26                                  |

### Ski de fond

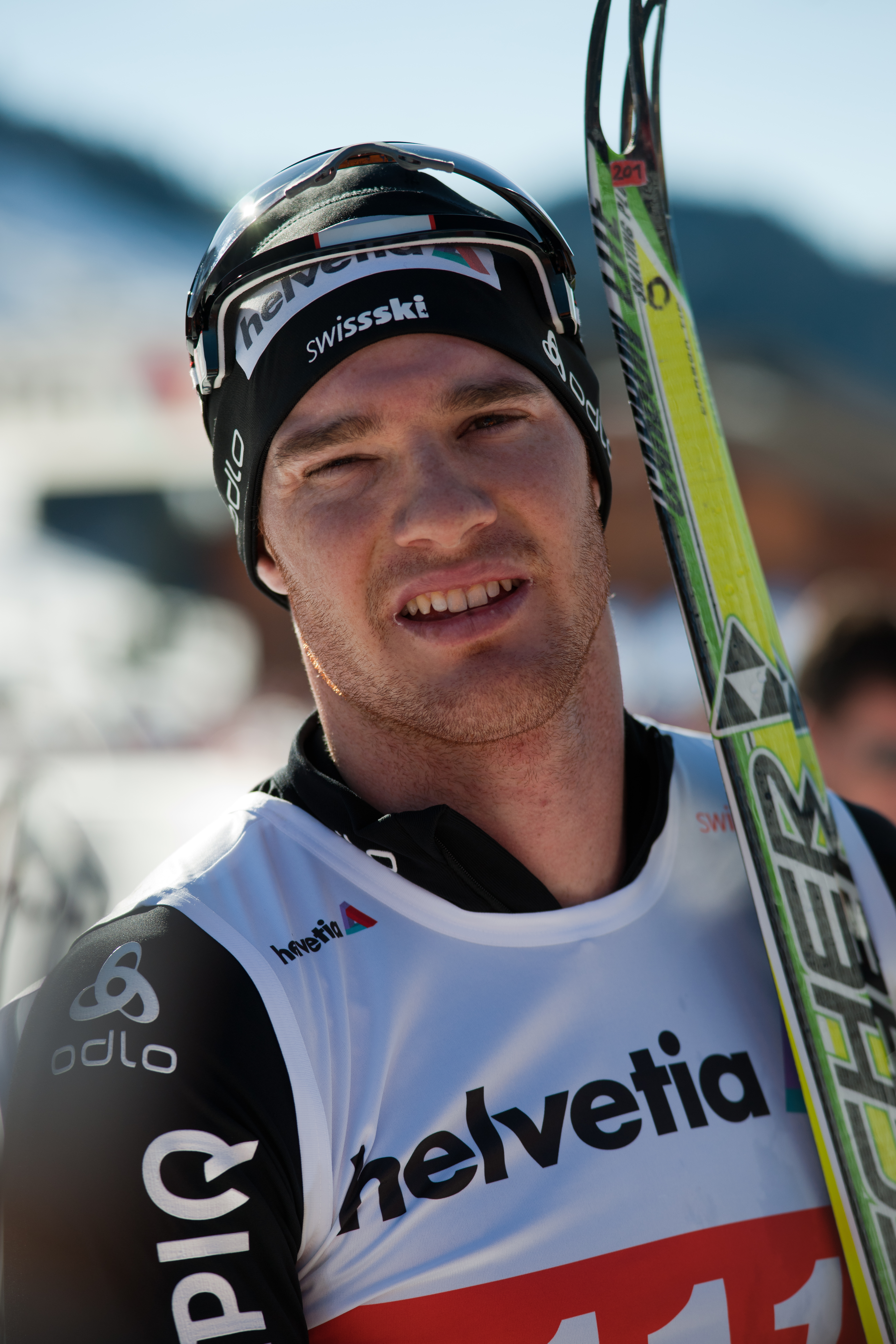
Dario Cologna, ici en 2011, est double champion olympique à Sotchi.

Quatorze athlètes (onze hommes et trois femmes) représentent la Suisse en ski de fond. Dario Cologna remporte deux médailles d'or : il conserve son titre du 15 kilomètres et remporte le skiathlon. Il casse cependant un ski dans le 50 kilomètres et ne termine qu'à la 27e place de cette course. Dario Cologna et son frère Gianluca terminent cinquièmes du sprint par équipes alors que les Suisses sont septièmes du relais masculin. Chez les femmes, Seraina Boner et Bettina Gruber sont septièmes du sprint par équipes.

#### Distance

##### Hommes
| Athlète                                            | Épreuve                 | Classique     | Classique | Libre         | Libre | Résultat final    | Résultat final | Résultat final                 |
| Athlète                                            | Épreuve                 | Temps         | Rang      | Temps         | Rang  | Temps             | Retard         | Rang                           |
| -------------------------------------------------- | ----------------------- | ------------- | --------- | ------------- | ----- | ----------------- | -------------- | ------------------------------ |
| Jonas Baumann                                      | 15 kilomètres classique | NC            | NC        | NC            | NC    | 40 s 33 s 2       | +2 min 03 s 5  | 24                             |
| Jonas Baumann                                      | Skiathlon 30 kilomètres | 37 min 06 s 1 | 34        | 33 min 14 s 8 | 30    | 1 h 10 min 52 s 3 | +2 min 36 s 9  | 29                             |
| Dario Cologna                                      | 15 kilomètres classique | NC            | NC        | NC            | NC    | 38 min 29 s 7     | +0 s 0         | Médaille d'or, Jeux olympiques |
| Dario Cologna                                      | Skiathlon 30 kilomètres | 36 min 04 s 9 | 13        | 31 min 39 s 6 | 2     | 1 h 08 min 15 s 4 | +0 s 0         | Médaille d'or, Jeux olympiques |
| Dario Cologna                                      | 50 kilomètres libre     | NC            | NC        | NC            | NC    | 1 h 48 min 21 s 6 | +1 min 26 s 4  | 27                             |
| Remo Fischer                                       | 50 kilomètres libre     | NC            | NC        | NC            | NC    | 1 h 47 min 44 s 2 | +49 s 0        | 22                             |
| Toni Livers                                        | 50 kilomètres libre     | NC            | NC        | NC            | NC    | 1 h 48 min 49 s 9 | +1 min 54 s 7  | 30                             |
| Curdin Perl                                        | 15 kilomètres classique | NC            | NC        | NC            | NC    | 40 min 27 s 8     | +1 min 58 s 1  | 22                             |
| Curdin Perl                                        | Skiathlon 30 kilomètres | 36 min 40 s 8 | 24        | 33 min 05 s 4 | 27    | 1 h 10 min 22 s 4 | +2 min 07 s 0  | 27                             |
| Curdin Perl                                        | 50 kilomètres libre     | NC            | NC        | NC            | NC    | 1 h 47 min 31 s 3 | +36 s 1        | 12                             |
| Jonas Baumann Remo Fischer Toni Livers Curdin Perl | Relais 4×10 kilomètres  | NC            | NC        | NC            | NC    | 1 h 30 min 33 s 8 | +1 min 51 s 8  | 7                              |

##### Femmes
| Athlète       | Épreuve             | Résultat final    | Résultat final | Résultat final |
| Athlète       | Épreuve             | Temps             | Retard         | Rang           |
| ------------- | ------------------- | ----------------- | -------------- | -------------- |
| Seraina Boner | 30 kilomètres libre | 1 h 12 min 35 s 0 | +1 min 29 s 8  | 9              |

#### Sprint

##### Hommes
| Athlète                        | Épreuve            | Qualification | Qualification | Quart de finale | Quart de finale | Demi-finale    | Demi-finale  | Finale         | Finale       |
| Athlète                        | Épreuve            | Temps         | Rang          | Temps           | Rang            | Temps          | Rang         | Temps          | Rang         |
| ------------------------------ | ------------------ | ------------- | ------------- | --------------- | --------------- | -------------- | ------------ | -------------- | ------------ |
| Dario Cologna                  | Sprint             | 3 min 35 s 03 | 13 Q          | 4 min 39 s 69   | 6               | Non qualifié   | Non qualifié | Non qualifié   | Non qualifié |
| Jovian Hediger                 | Sprint             | 3 min 42 s 34 | 47            | Non qualifié    | Non qualifié    | Non qualifié   | Non qualifié | Non qualifié   | Non qualifié |
| Jöri Kindschi                  | Sprint             | 3 min 36 s 89 | 23 Q          | 3 min 47 s 94   | 5               | Non qualifié   | Non qualifié | Non qualifié   | Non qualifié |
| Roman Schaad                   | Sprint             | 4 min 56 s 63 | 83            | Non qualifié    | Non qualifié    | Non qualifié   | Non qualifié | Non qualifié   | Non qualifié |
| Dario Cologna Gianluca Cologna | Sprint par équipes | NC            | NC            | NC              | NC              | 23 min 42 s 31 | 3 q          | 23 min 35 s 90 | 5            |

##### Femmes
| Laurien van der Graaff       | Sprint             | 2 min 37 s 84 | 20 Q | 2 min 37 s 95 | 5  | Non qualifié   | Non qualifié | Non qualifié   | Non qualifié | Non qualifié | Non qualifié |
| Seraina Boner Bettina Gruber | Sprint par équipes | NC            | NC   | NC            | NC | 17 min 02 s 14 | 4 q          | 16 min 45 s 47 | 7            |              |              |

### Snowboard
Vingt-quatre snowboardeurs suisses (douze hommes et douze femmes) participent aux Jeux olympiques. Ils remportent trois médailles : Iouri Podladtchikov est champion olympique de half-pipe, Patrizia Kummer est championne olympique de slalom géant parallèle et Nevin Galmarini est médaillé d'argent de slalom géant parallèle. Les Suisses remportent six autres diplômes olympiques dans cette discipline.

#### Alpin

##### Hommes
| Athlète         | Épreuve                | Qualification | Qualification | 8es de finale               | Quart de finale        | Demi-finale           | Finale               | Finale                             |
| Athlète         | Épreuve                | Temps         | Rang          | Adversaire Temps            | Adversaire Temps       | Adversaire Temps      | Adversaire Temps     | Rang                               |
| --------------- | ---------------------- | ------------- | ------------- | --------------------------- | ---------------------- | --------------------- | -------------------- | ---------------------------------- |
| Kaspar Flütsch  | Slalom géant parallèle | 1 min 37 s 82 | 7 Q           | S. Schoch (SUI) D +0 s 22   | Non qualifié           | Non qualifié          | Non qualifié         | Non qualifié                       |
| Kaspar Flütsch  | Slalom parallèle       | 59 s 38       | 8 Q           | Fischnaller (ITA) D +0 s 11 | Non qualifié           | Non qualifié          | Non qualifié         | Non qualifié                       |
| Nevin Galmarini | Slalom géant parallèle | 1 min 39 s 07 | 12 Q          | Karl (AUT) V −0 s 10        | Marguc (SLO) V −0 s 09 | Kosir (SLO) V −1 s 36 | Wild (RUS) D +2 s 14 | Médaille d'argent, Jeux olympiques |
| Nevin Galmarini | Slalom parallèle       | 59 s 13       | 7 Q           | Dufour (FRA) V DSQ          | Košir (SLO) D +0 s 20  | Non qualifié          | Non qualifié         | Non qualifié                       |
| Philipp Schoch  | Slalom géant parallèle | 1 min 37 s 85 | 9 Q           | Košir (SLO) D +1 s 17       | Non qualifié           | Non qualifié          | Non qualifié         | Non qualifié                       |
| Philipp Schoch  | Slalom parallèle       | DSQ           | DSQ           | Non qualifié                | Non qualifié           | Non qualifié          | Non qualifié         | Non qualifié                       |
| Simon Schoch    | Slalom géant parallèle | 1 min 38 s 46 | 10 Q          | Flütsch (SUI) V −0 s 22     | Wild (RUS) D +4 s 19   | Non qualifié          | Non qualifié         | Non qualifié                       |
| Simon Schoch    | Slalom parallèle       | 59 s 08       | 6 Q           | March (ITA) D DSQ           | Non qualifié           | Non qualifié          | Non qualifié         | Non qualifié                       |

Légende : Q - Qualifié ; V - Victoire ; D - Défaite

##### Femmes
| Athlète         | Épreuve                | Qualification | Qualification | 8es de finale               | Quart de finale         | Demi-finale           | Finale                   | Finale                         |
| Athlète         | Épreuve                | Temps         | Rang          | Adversaire Temps            | Adversaire Temps        | Adversaire Temps      | Adversaire Temps         | Rang                           |
| --------------- | ---------------------- | ------------- | ------------- | --------------------------- | ----------------------- | --------------------- | ------------------------ | ------------------------------ |
| Ladina Jenny    | Slalom géant parallèle | 1 min 50 s 41 | 12 Q          | Leeson (CAN) D +0 s 30      | Non qualifiée           | Non qualifiée         | Non qualifiée            | Non qualifiée                  |
| Ladina Jenny    | Slalom parallèle       | 1 min 05 s 96 | 24            | Non qualifiée               | Non qualifiée           | Non qualifiée         | Non qualifiée            | Non qualifiée                  |
| Patrizia Kummer | Slalom géant parallèle | 1 min 46 s 62 | 2 Q           | Tudegesheva (RUS) V −0 s 76 | Ledecká (CZE) V −0 s 30 | Zavarzina (RUS) V DSQ | Takeuchi (JPN) V −7 s 32 | Médaille d'or, Jeux olympiques |
| Patrizia Kummer | Slalom parallèle       | 1 min 03 s 82 | 3 Q           | Kober (GER) D +0 s 10       | Non qualifiée           | Non qualifiée         | Non qualifiée            | Non qualifiée                  |
| Stefanie Müller | Slalom géant parallèle | 1 min 51 s 98 | 17            | Non qualifiée               | Non qualifiée           | Non qualifiée         | Non qualifiée            | Non qualifiée                  |
| Stefanie Müller | Slalom parallèle       | 1 min 05 s 64 | 18            | Non qualifiée               | Non qualifiée           | Non qualifiée         | Non qualifiée            | Non qualifiée                  |
| Julie Zogg      | Slalom géant parallèle | 1 min 47 s 11 | 3 Q           | Lavigne (CAN) D +0 s 12     | Non qualifiée           | Non qualifiée         | Non qualifiée            | Non qualifiée                  |
| Julie Zogg      | Slalom parallèle       | 1 min 03 s 92 | 4 Q           | Takeuchi (JPN) V DSQ        | Dujmovits (AUT) D DSQ   | Non qualifiée         | Non qualifiée            | Non qualifiée                  |

Légende : Q - Qualifié ; V - Victoire ; D - Défaite

#### Freestyle

##### Halfpipe
| Athlète             | Épreuve          | Qualification | Qualification | Qualification | Qualification | Demi-finale   | Demi-finale   | Demi-finale   | Demi-finale   | Finale        | Finale        | Finale        | Finale                         |
| Athlète             | Épreuve          | Manche 1      | Manche 2      | Meilleur      | Rang          | Manche 1      | Manche 2      | Meilleur      | Rang          | Manche 1      | Manche 2      | Meilleur      | Rang                           |
| ------------------- | ---------------- | ------------- | ------------- | ------------- | ------------- | ------------- | ------------- | ------------- | ------------- | ------------- | ------------- | ------------- | ------------------------------ |
| David Hablützel     | Half-pipe hommes | 48 s 75       | 81 s 00       | 81 s 00       | 3 QF          | BYE           | BYE           | BYE           | BYE           | 80 s 75       | 88 s 50       | 88 s 50       | 5                              |
| Christian Haller    | Half-pipe hommes | 74 s 00       | 83 s 75       | 83 s 75       | 2 QF          | BYE           | BYE           | BYE           | BYE           | 46 s 25       | 51 s 50       | 51 s 50       | 11                             |
| Iouri Podladtchikov | Half-pipe hommes | 15 s 00       | 82 s 00       | 82 s 00       | 8 QS          | 87 s 50       | 41 s 25       | 87 s 50       | 1 Q           | 86 s 50       | 94 s 75       | 94 s 75       | Médaille d'or, Jeux olympiques |
| Jan Scherrer        | Half-pipe hommes | 43 s 50       | 69 s 75       | 69 s 75       | 9 QS          | DNS           | DNS           | DNS           | DNS           | Non qualifié  | Non qualifié  | Non qualifié  | Non qualifié                   |
| Ursina Haller       | Half-pipe femmes | 69 s 00       | 74 s 75       | 74 s 75       | 5 QS          | 74 s 50       | 43 s 00       | 74 s 50       | 4 Q           | 48 s 75       | 26 s 75       | 48 s 75       | 12                             |
| Nadja Purtschert    | Half-pipe femmes | 47 s 50       | 20 s 75       | 47 s 50       | 12            | Non qualifiée | Non qualifiée | Non qualifiée | Non qualifiée | Non qualifiée | Non qualifiée | Non qualifiée | Non qualifiée                  |
| Verena Rohrer       | Half-pipe femmes | 34 s 50       | 31 s 50       | 34 s 50       | 13            | Non qualifiée | Non qualifiée | Non qualifiée | Non qualifiée | Non qualifiée | Non qualifiée | Non qualifiée | Non qualifiée                  |

Légende : QF – Qualifié directement pour la finale ; QS – Qualifié pour les demi-finales

##### Slopestyle
| Athlète        | Épreuve           | Qualification | Qualification | Qualification | Qualification | Demi-finale | Demi-finale | Demi-finale | Demi-finale | Finale       | Finale       | Finale       | Finale       |
| Athlète        | Épreuve           | Manche 1      | Manche 2      | Meilleur      | Rang          | Manche 1    | Manche 2    | Meilleur    | Rang        | Manche 1     | Manche 2     | Meilleur     | Rang         |
| -------------- | ----------------- | ------------- | ------------- | ------------- | ------------- | ----------- | ----------- | ----------- | ----------- | ------------ | ------------ | ------------ | ------------ |
| Lucien Koch    | Slopestyle hommes | 32 s 00       | 29 s 25       | 32 s 00       | 12 QS         | 16 s 25     | 20 s 75     | 20 s 75     | 20          | Non qualifié | Non qualifié | Non qualifié | Non qualifié |
| Jan Scherrer   | Slopestyle hommes | 74 s 50       | 18 s 75       | 74 s 50       | 10 QS         | 64 s 25     | 23 s 50     | 64 s 25     | 11          | Non qualifié | Non qualifié | Non qualifié | Non qualifié |
| Sina Candrian  | Slopestyle femmes | 58 s 25       | 36 s 50       | 58 s 25       | 9 QS          | 84 s 25     | 81 s 50     | 84 s 25     | 2 QF        | 77 s 25      | 87 s 00      | 87 s 00      | 4            |
| Isabel Derungs | Slopestyle femmes | 82 s 50       | 87 s 50       | 87 s 50       | 1 QF          | BYE         | BYE         | BYE         | BYE         | 58 s 50      | 15 s 25      | 58 s 50      | 8            |
| Elena Könz     | Slopestyle femmes | 86 s 25       | 38 s 00       | 86 s 25       | 3 QF          | BYE         | BYE         | BYE         | BYE         | 24 s 50      | 54 s 50      | 54 s 50      | 9            |

Légende : QF – Qualifié directement pour la finale ; QS – Qualifié pour les demi-finales

##### Snowboard cross
| Athlète       | Épreuve      | Manche de classement | Manche de classement | 8es de finale | Quart de finale | Demi-finale   | Finale        | Finale     |
| Athlète       | Épreuve      | Temps                | Rang                 | Rang          | Rang            | Rang          | Rang          | Rang final |
| ------------- | ------------ | -------------------- | -------------------- | ------------- | --------------- | ------------- | ------------- | ---------- |
| Marvin James  | Cross hommes | CAN                  | CAN                  | 3 Q           | DNF             | Non qualifié  | Non qualifié  | =21        |
| Tim Watter    | Cross hommes | CAN                  | CAN                  | 2 Q           | DSQ             | Non qualifié  | Non qualifié  | =21        |
| Sandra Gerber | Cross hommes | 1 min 24 s 10        | 10                   | NC            | 4               | Non qualifiée | Non qualifiée | 13         |
| Simona Meiler | Cross hommes | 1 min 25 s 17        | 19                   | NC            | 2 Q             | DSQ*          | 4             | 10         |

Légende : FA – Qualifié pour la finale A ; FB – Qualifié pour la finale B (places 8 à 16)

* Qualifiée pour la finale B après avoir été disqualifiée des demi-finales

## Bilan
Les athlètes suisses remportent un total de onze médailles (six d'or, trois d'argent et deux de bronze) et se classent su septième rang du tableau des médailles. Ils gagnent également vingt-cinq diplômes olympiques. Les Suisses atteignent donc l'objectif initial, qui était de gagner au moins dix médailles et de se placer parmi les huit meilleures nations. Les dirigeants de Swiss Olympic se disent « très satisfaits » de ce bilan.